# Fargues (Landes)
Fargues település Franciaországban, Landes megyében. Lakosainak száma 314 fő (2022. január 1.). Fargues Buanes, Larrivière-Saint-Savin, Montgaillard, Montsoué, Saint-Loubouer és Vielle-Tursan községekkel határos.

## Népesség
A település népességének változása:
| Lakosok száma | 293  | 279  | 282  | 300  | 329  | 334  | 330  | 321  | 323  | 314  |
|               | 1968 | 1982 | 1990 | 2006 | 2013 | 2015 | 2017 | 2019 | 2020 | 2022 |